# Jean Charles Joseph de Laumond

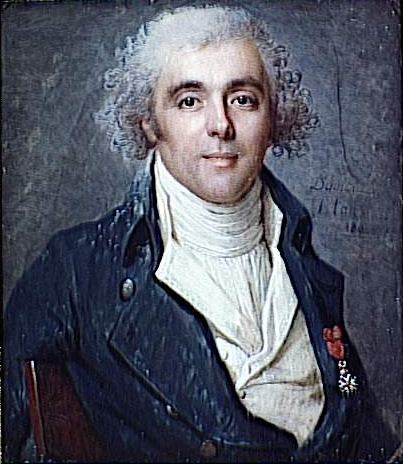
Jean-Charles-Joseph Laumond

Jean Charles Joseph de Laumond (* 9. Juli 1753 in Arras; † 10. März 1825 in Paris) war ein französischer Politiker und Staatsrat sowie Präfekt mehrerer Départements.

## Leben und Wirken
Nach entsprechender Ausbildung durchlief Laumond mehrere Positionen in der öffentlichen Verwaltung. So war er zunächst von 1773 bis 1784 Sekretär der Intendance von Flandern und Privatsekretär von Emmanuel-Armand de Vignerot du Plessis de Richelieu, duc d’Aiguillon. Im Anschluss daran wurde Laumond Erster Sekretär der Intendance von Lothringen, danach Direktor der „Administration de la Caisse“, bevor er zum Generalverwalter der „Domaine national“ und zum französischen Generalkonsul in Smyrna ernannt wurde.
Während der Französischen Revolution war Laumond von 1798 bis 1799 als Zivilkommissar für die Armée d’Italie zuständig. Im Jahr 1800 erhielt er seine Ernennung zum Präfekten des Départemens Bas-Rhin, wo er einen Großteil der bisherigen Verwaltungsbeamten gegen Napoleon-freundliche Beamten austauschte. Ebenso ließ er die deutschsprachige anti-bonapartistische Zeitung „Chronik der Franken“ wie auch später das Nachfolgeblatt „Fränkischer Merkur“ verbieten.
Am 15. September 1804 wurde Laumond als Nachfolger des nicht mehr tragbaren Alexandre Méchin zum Präfekten des Départements de la Roer mit Sitz im Londoner Hof in Aachen ernannt. Da er seinen Dienst erst am 30. Januar 1805 antreten konnte, wurden die Dienstgeschäfte bis dahin von dem Aachener Präfekturrat Johann Friedrich Jacobi geleitet. Im Gegensatz zu seinem Vorgänger unterband Laumond in Aachen das herrschende Spitzelsystem sowie Machtmissbrauch und Unterdrückung und setzte sich zudem für Bildung und Kultur ein. Bei der Bevölkerung war er deshalb außerordentlich beliebt und angesehen. Schließlich wurde Laumond am 3. Mai 1806 als Präfekt in das Département Seine-et-Oise versetzt, wo er bis 1810 seinen Dienst versah.
Per kaiserlichem Dekret vom 6. August 1810 wurde er zum Generaldirektor der Französischen Minen berufen und im Jahr 1812 zum Staatsrat auf Lebenszeit ernannt. Nach dem Zusammenbruch des Ersten Kaiserreiches war Laumond dazu gezwungen, im Jahr 1816 sein Amt als Generaldirektor aufzugeben, da von der nun wieder an der Macht befindlichen Bourbonenmonarchie eine neue Verwaltung sowie eine neue Strategie beschlossen wurde. Laumond blieb dennoch weiterhin Staatsrat und wurde im Jahr 1818 pensioniert.
Für seine Verdienste in der Napoleonischen Zeit wurde Laumond 1803 zum Ritter und 1804 zum Kommandeur der Ehrenlegion sowie 1808 zum Chevalier de l’Empire und 1809 zum Comte de l’Empire ernannt.